# La Nuit des rois (film, 2020)
Pour plus de détails, voir Fiche technique et Distribution.
La Nuit des rois est un film franco-ivoiro-canado-sénégalais coécrit et réalisé par Philippe Lacôte, sorti en 2020.

## Synopsis
L'action se déroule à l'époque contemporaine, dans la maison d’arrêt et de correction d’Abidjan (MACA), en Côte-d'Ivoire. Un jeune délinquant y arrive pour purger une peine et se retrouve confronté aux rituels et coutumes de la prison qu'il ne connaît pas. Les prisonniers sont livrés à eux-mêmes sous le joug de plusieurs gang qui imposent leur loi mais tous doivent obéir au caïd, le chef des prisonniers, qui à droit de vie et de mort sur tous, mais s'il décline et n'assure plus son rôle, il n'a d'autre choix que de mourir. Les gardiens sont reclus dans des locaux sécurisés, ils n’interviennent qu'en cas d’extrême urgence et abattent les détenus sans procès.
Barbe noire est le caïd du moment, mais justement, il est âgé et malade et sait ses jours comptés. Il décrète la tenue d'une coutume qui va lui donner un répit : la nuit du Roman. Il choisit le nouvel arrivant pour être le Roman, chargé de raconter une histoire à l'assemblée tout au long de la nuit, mais ce dernier ne sait pas comment finit ce rituel au lever du jour, peu à peu il comprend que sa vie est en jeu.

## Fiche technique
Sauf indication contraire, les informations mentionnées dans cette section peuvent être confirmées par la base de données cinématographiques IMDb,  présente dans la section « Liens externes ».
- Titre original : La Nuit des rois
- Réalisation : Philippe Lacôte
- Scénario : Delphine Jaquet et Philippe Lacôte
- Musique : Olivier Alary
- Décors : Samuel Teisseire
- Costumes : Hanna Sjödin
- Photographie : Tobie Marie Robitaille
- Montage : Aube Foglia
- Production : Delphine Jacquet
- Coproduction : Ernest Konan, Yanick Létourneau et Yoro Mbaye
- Sociétés de production : Banshee Films ; Périphéria, Wassakara Productions et Yennenga Production (coproductions) ; SOFICA Cinécap 3 (en association avec)
- Société de distribution : JHR Films
- Pays de production :  France /  Canada /  Côte d'Ivoire /  Sénégal
- Langues originales : français, dioula, nouchi
- Format : couleur — 2,35:1
- Genres : drame fantastique ; thriller
- Durée : 93 minutes
- Dates de sortie :
  - Italie : 7 septembre 2020 (Mostra de Venise)[1]
  - Côte d'Ivoire : 4 décembre 2020
  - Québec : 12 mars 2021
  - Suisse romande : 1er septembre 2021
  - France : 8 septembre 2021
  - Belgique : 6 octobre 2021

## Distribution
- Koné Bakary : Roman
- Steve Tientcheu : Barbe Noire
- Digbeu Jean Cyrille : Demi-Fou
- Rasmané Ouédraogo : Soni
- Issaka Sawadogo : Nivaquine
- Abdoul Karim Konaté : Lass
- Marcel Anzian : Lame de Rasoir
- Laetitia Ky : la Reine
- Denis Lavant : Silence
- Narcisse Afeli : le soldat de la Reine

## Production

### Tournage
Le tournage a lieu à Grand-Bassam, où la production fait construire la prison d’Abidjan dans des bâtiments.

## Accueil

### Festivals et sorties
Le film est sélectionné et présenté en avant-première, le 7 septembre 2020, à la Mostra de Venise, en Italie.

### Analyse
Le film évolue entre réalisme, onirisme et fantastique, mais selon le réalisateur reste proche de la « réalité magique » ivoirienne

### Critique
En France, Allociné recense une moyenne des critiques presse de 3,2/5.

## Distinctions

### Récompenses
- Toronto International Film Festival 2020[6]
  - Prix Amplify Voices
- Chicago International Film Festival 2020[7]
  - Meilleure image pour Tobie Marier Robitaille
  - Meilleur son pour Pierre-Jules Audet et Emmanuel Croset
- Festival International du Film de Thessalonique 2020[8]
  - Meilleure réalisation artistique
- AfryKamera 2020[9]
  - Meilleur Film
- Festival International du Film de Rotterdam 2021[10]
  - Prix du Jury Jeune
- Movies That Matter 2021
  - Prix Camera Justitia
- FilmFest München 2021
  - Meilleur film international par un réalisateur émergent
- Festival International du Film de Fribourg 2021
  - Grand Prix
- Festival du film francophone d'Angoulême 2021[11] :
  - Valois de la réalisation pour Philippe Lacôte
  - Valois de la musique pour Olivier Alary
- Festival panafricain du cinéma et de la télévision de Ouagadougou 2021[12] :
  - Meilleur décor pour Samuel Teisseire
- CinemAfrica 2021
  - Meilleur film de fiction
- FIF Bruxelles 2021
  - Grand Prix
- Afrikaldia 2022  
  - Meilleur film

### Documentation
- Dossier de presse La Nuit des rois